# Kyle Shewfelt

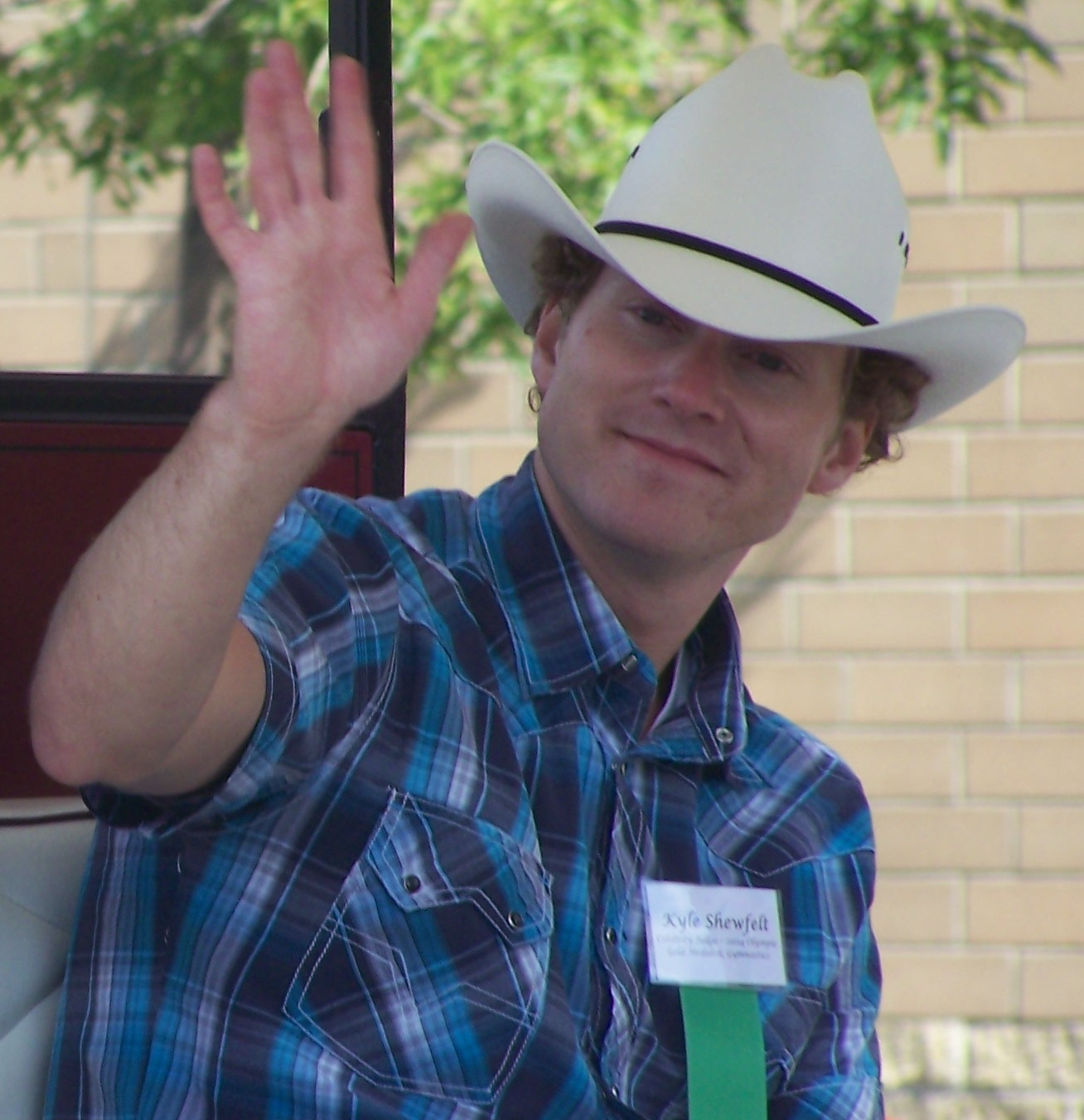
Kyle Shewfelt im Jahr 2009

Kyle Shewfelt (* 6. Mai 1982 in Calgary, Alberta) ist ein kanadischer Turner. Seine Goldmedaille am Boden bei den Olympischen Sommerspielen 2004 war die erste Medaille, die durch einen kanadischen Turner bei einem internationalen Wettbewerb gewonnen wurde und die erste kanadische Goldmedaille bei den Olympischen Spielen 2004.

## Leben
Geboren in Calgary, begann Shewfelt beeinflusst durch einen Nachbarn im Jahr 1988 mit dem Gerätturnen. Er besuchte in Calgary die National Sport School, um dort seine schulische Ausbildung zu absolvieren, während er mit anderen Schülern seine Olympischen Pläne verfolgte. Er trainierte vom sechsten Lebensjahr an bis zu den Olympischen Spielen 2004 beim Altadore Gymnastic Club unter Trainer Kelly Manjak. Danach heiratete Manjak und zog nach Ontario, während Shewfelt in Calgary blieb und unter Trainer Tony Smith an der University of Calgary weitertrainierte.
Shewfelts lange vorbereitetes olympisches Gold wurde durch eine Sprunggelenksverletzung im März 2004 gefährdet, doch er erholte sich vollständig bis zu den Spielen in Athen. Vor Olympia hatte Shewfelt darüber spekuliert, nach dem Ende seiner sportlichen Karriere zum Cirque du Soleil zu gehen. Eine Goldmedaille hätte ihm in dieser Hinsicht viele Türen geöffnet.
Shewfelt wurde im Vorfeld der Spiele von Athen als einer der Medaillenanwärter gehandelt. Am Ende siegte er am Boden und wurde Vierter am Sprung. Um die Sprungentscheidung gab es große Kontroversen, weil Marian Dragulescu, der Bronze gewann, beim zweiten Sprung stürzte. Der kanadische Verband protestierte erfolglos gegen diese Entscheidung, obwohl vier Kampfrichter im Nachhinein für ihre Entscheidung suspendiert wurden.
2005 spielte er sich selbst in dem halbbiographischen ungarischen Sportfilm Fehér tenyér (White Palms).
2006 gab Shewfelt sein internationales Comeback bei den Commonwealth Games in Australien, gewann Bronze am Boden und Gold am Sprung und führte die kanadische Mannschaft zu Gold. Anschließend legte er seinen Schwerpunkt zunehmend auf die Mannschaftswettkämpfe. Bei den Wettkämpfen der Pazifik-Allianz auf Hawaii belegte Kanada dann auch Platz zwei hinter Olympiasieger Japan. Shewfelt selbst gewann Gold sowohl am Boden wie auch am Sprung. Bei den anschließenden Weltmeisterschaften in Dänemark gewann Shewfelt Bronze am Boden und belegte mit der kanadischen Mannschaft den 6. Rang und damit den besten Platz, den je eine kanadische Mannschaft bei einer Weltmeisterschaft erreicht hatte.
Im August 2007, kurz vor der WM in Stuttgart, brach sich Shewfelt bei einem Unfall beide Kniescheiben und musste aus dem Rollstuhl zusehen, wie sich seine Mannschaftskollegen Platz elf erturnten und damit für die Olympischen Spiele 2008 in Peking qualifizierten. Nachdem ihn der kanadische Verband für das Olympiateam nominierte, gab er dort sein internationales Comeback.
Im Mai 2009 erklärte er seinen Rücktritt.
Shewfelt war Athletenbotschafter der Entwicklungshilfeorganisation Right to Play.